# Tommy Boy Records

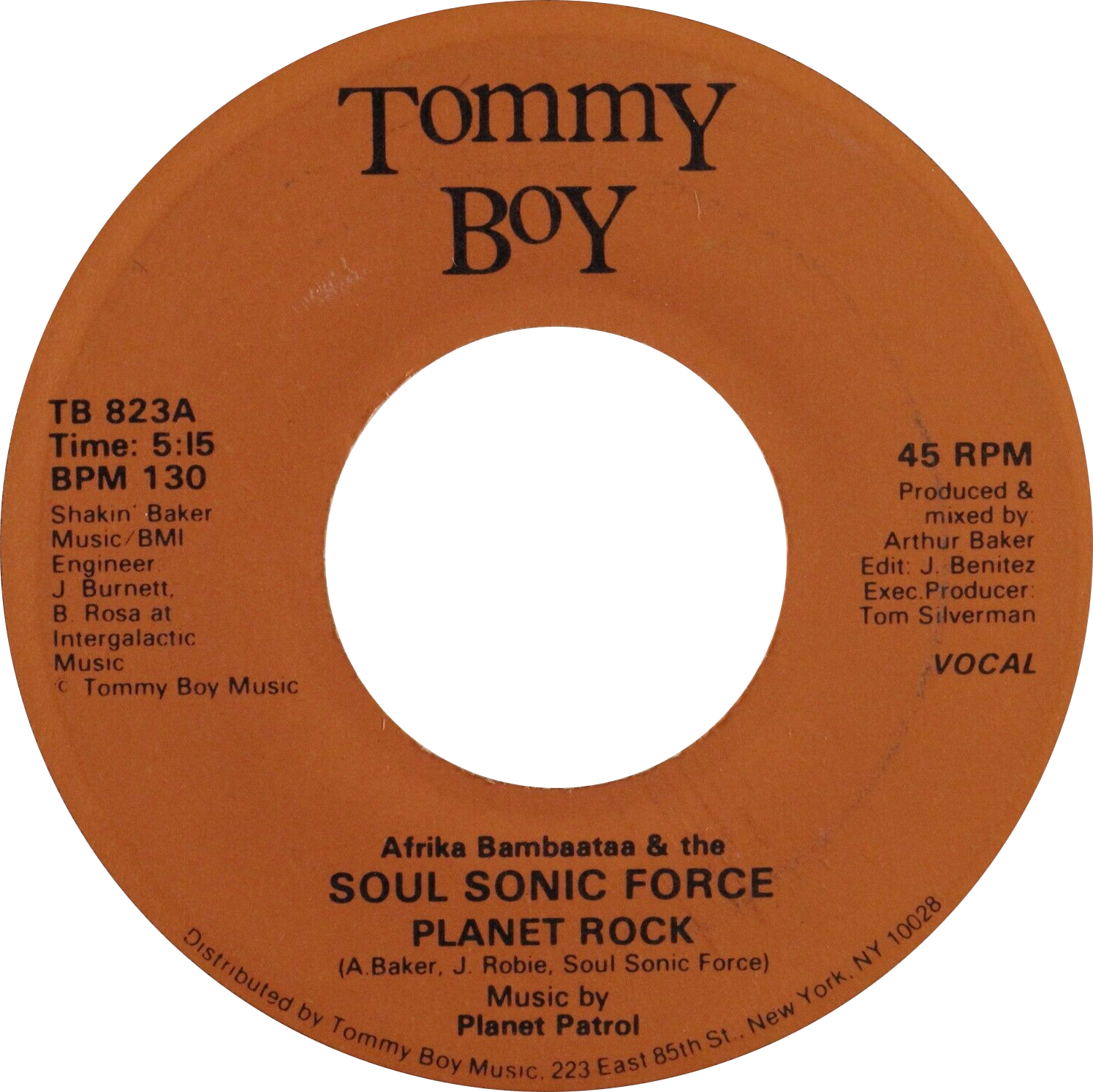
Planet rock By Tommy Boy

Tommy Boy Records es una discográfica fundada en 1981 por Tom Silverman después de tomar prestado 5.000 dólares de sus padres. Esto fue fruto de su publicación bisemanal de Disco News que comenzó en septiembre de 1978. En 1985, Warner Brothers Records compró el 50% de su compañía. En 1995, Tom Silverman creó una joint venture,  Penalty Records, junto con Neil Levine, pero Tommy Boy se hizo con ella en 1999. Tommy Gospel Records fue fundada recientemente.

## Artistas Tommy Boy
- Afrika Bambaataa
- Biz Markie
- Broadcast
- De La Soul
- Digital Underground
- Coolio
- Everlast
- Fresh Gordon
- House of Pain
- Fannypack
- Handsome Boy Modeling School
- Information Society
- Jonzun Crew
- Júnior Vásquez
- Dr Vej
- K7
- Gucci Mane
- Kristine W
- Masters At Work
- Queen Latifah (early rap work, later she moved to Motown, and now Verve)
- Royce Da 5'9"
- Planet Patrol
- Prince Paul
- Sneaker Pimps
- Stetsasonic
- TKA
- Naughty By Nature

La lista incluye actuales y antiguos artistas del sello.

## Álbumes de Tommy Boy con varios artistas
- Jock series
  - Jock Jams álbum series
  - Jock Rock álbum series
  - Slam Jams